# جيمي جاكسون (مصارع رياضي)
جيمي جاكسون (بالإنجليزية: Jimmy Jackson) هو مصارع رياضي أمريكي، ولد في 28 يوليو 1956، وتوفي في 17 يونيو 2008.

## وصلات خارجية
- جيمي جاكسون على موقع قاعدة بيانات المصارعة الدولية (الإنجليزية)
- جيمي جاكسون على موقع اللجنة الأولمبية الدولية (الإنجليزية)
- جيمي جاكسون على موقع أوليمبيديا (الإنجليزية)